# John Hopfield
John Joseph Hopfield (født 15. juli 1933) er en amerikansk fysiker og emeritus professor på Princeton University, der er bedst kendt for sin forskning i neurale netværk fra 1982. Han er kendt for udviklingen af Hopfieldnettet. Før opfindelsen var forskning i kunstig intelligens (AI) i forfald eller i sin AI vinter, og Hopfields arbejde revitaliserede interessen i dette forskningsfelt.
Han modtog nobelprisen i fysik sammen med Geoffrey Hinton i 2024 for deres fundamentale bidrag til maskinlæring, særligt igennem deres kunstige neurale netværk. Han har modtaget flere andre store fysikpriser for sit arbejde i multidisciplinære områder inklusive faststoffysik, statistisk fysik og biofysik.